# Pic de Marboré
El pic de Marboré (en aragonès Plan de Marmorés), amb 3.248 m d'altitud i una prominència de 78 m, és un dels cims del massís del Mont Perdut, situat en una cresta de pics de més de 3.000 m que fa frontera entre Espanya (vall d'Ordesa) i França (circ de Gavarnia).
Juntament amb el Casco de Marboré, la Torre de Marboré, l'Espatlla de Marboré i els Pics de la Cascada (Central, Oriental, Occidental) forma la impressionant paret nord del circ de Gavarnia, amb 1500 m de desnivell des del fons de la vall i on es troba la cascada més llarga d'Europa, la cascada de Gavarnia amb 425 m de caiguda.

## Rutes
Des de la cara aragonesa l'aproximació en cotxe s'acostuma a fer fins al prat d'Ordesa o fins a la vall de Bujaruelo. Des de França se sol deixar el cotxe a l'estació d'esquí de Gavarnia-Gèdra.
Des d'Ordesa s'acostuma a pujar primer fins al refugi de Gòriz i des d'aquest, se segueix la ruta clàssica del Mont Perdut per desviar-se més tard a l'oest, buscant la base del Marboré.
Des de Gavarnie i des de Bujaruelo cal arribar fins al refugi francès de Sarradets, just sota la bretxa de Roland. Cal travessar la bretxa i flanquejar la serra per la cara aragonesa fins a arribar als peus del Marboré.
Per la vall de Pineta també s'hi accedeix des del refugi de Pineta (1.240 m).

## Història
Hi ha indicis que Philippe de Nemours el 1846 podia haver estat el primer a escalar el pic de Marboré, però no se sap amb seguretat, amb la qual cosa s'estableix la primera ascensió el 24 de setembre de 1865 per part de Russell i Hippolyte Passet.